# Keller László
Keller László (Ózd, 1955. június 16. –) magyar villamosmérnök, közgazdász, politikus, volt MSZP-s országgyűlési képviselő (1998–2010) és államtitkár.

## Élete
Keller László és Kovács Piroska gyermekeként született.
1973-ban érettségizett a Bláthy Ottó Erősáramú Szakközépiskolában Miskolcon. Egyetemi tanulmányait a BME Villamosmérnöki Karán végezte 1974–1979 között. 1985-1987 között a Marx Károly Közgazdaságtudományi Egyetem fővállalkozói szakán lett szakközgazdász.
1979–1983 között Százhalombattán a Dunai Kőolajipari Vállalatnál, 1983–1985 között a budapesti Mechanikai Műveknél műszaki beruházóként dolgozott. Közben 1984-1986 között a Ciklon Gmk. tulajdonosa volt. 1985–1986 között a beruházási osztály vezetője volt. 1989–1991 között a Budapest Bank főmunkatársa volt. 1991–1994 között a Budapest Holding Rt.-nél volt felszámolóbiztos. 1990–1996 között az Expert Kft. ügyvezető igazgatója volt. 
1996. december 16. és 1998. július 7. között a Népjóléti Minisztérium politikai államtitkára volt. 1994-től a központi pénzügyi ellenőrző bizottság tagja, 2000-től elnöke. 1994–1996 között, illetve 1998-tól a költségvetési és pénzügyi állandó bizottság tagja, 1995–1996 valamint 1998 júniusa és 2001 februárja között alelnöke volt. 2000–2002 között frakcióvezető-helyettes. 2002-2006 között a Költségvetési és pénzügyi, valamint a Számvevőszéki állandó bizottságokban dolgozott. 2002. július 1. és 2004. október 3. között a Miniszterelnöki Hivatal közpénzügyi politikai államtitkára volt.
1985–1989 között az MSZMP tagja volt. 1986–1989 között az MSZMP Pest Megyei Bizottságának munkatársa volt. 1989–től az MSZP tagja. 1994–2010 között országgyűlési képviselő (1994–1998 között Budaörs, 1998 óta Pest megye). 2008. február 18-án a Pénzügyminisztérium politikai államtitkára lett 2009. április 15-ig. 2006-2008 között Törökbálint polgármestere volt. 2010-ben az MSZP országos listájának 50. helyezettjeként csak egy pozícióval maradt le a mandátumáról, azóta a Pest megyei közgyűlés tagja.
Az MSZP Pest Megyei Etikai és Egyeztető Bizottsága 2012 júniusában döntést hozott kizárásáról, melyet megfellebbezett, és a másodfokon eljáró Országos Etikai és Egyeztető Bizottság szeptemberben szabálytalanság miatt a határozatot hatálytalanította, így Keller tagsági viszonya nem szakadt meg az ügy kapcsán. A pártelnöknek, Mesterházy Attilának a 168 Órának adott interjújában szereplő elítélő szavaira reagálva bejelentette az MSZP-ből való kilépését.

## Magánélet
Felesége közgazdász, két gyermekük van.